# Vulcan (tändsticksfabrik)

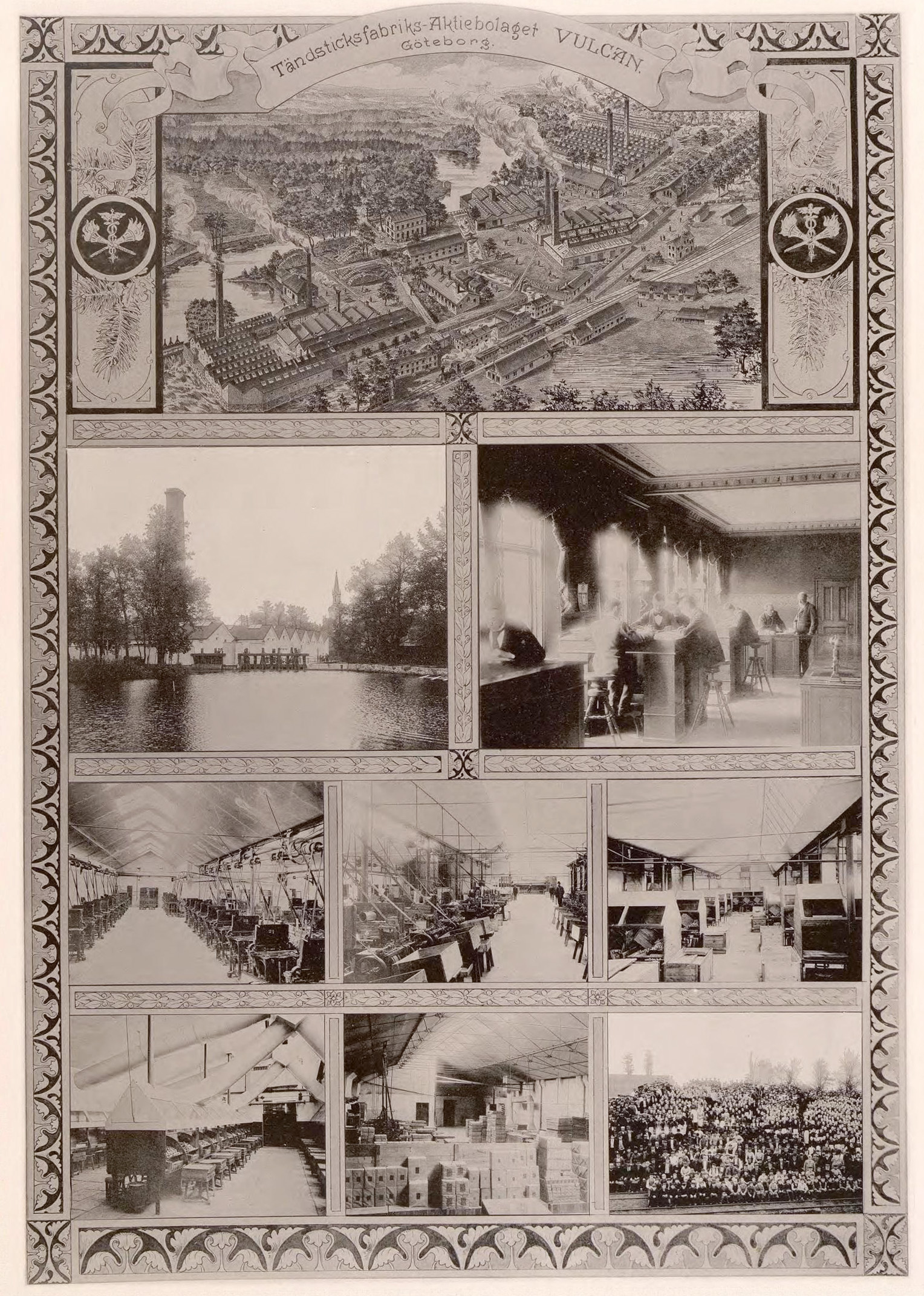
Vulcan presenterat i bildverk omkring år 1900.

Vulcans tändsticksfabrik är en svensk tändsticksfabrik belägen i Tidaholm och ägdes i december 2022 ytterst av Philip Morris i och med ett uppköp av Swedish Match.  

## Historia
von Essen-släkten var av tyskt ursprung och kom till Sverige och Tidaholmstrakten via Estland 1723 då Kavlås slott köptes in. 1846 köptes Tidaholms egendom och med den följde bl.a. det järnverk som senare blev Tidaholms bruk och som von Essen utvecklade. År 1868 beslöt Hans Henric von Essen att i samarbete med grosshandlaren Charles Bratt anlägga en tändsticksfabrik på holmen i Tidan. Detta lade grunden till staden Tidaholm.

## George Murray blir chef
von Essen hade emellertid trassliga affärer och styrelsen flyttades 1872 till Göteborg och von Essen uteslöts. År 1872 blev George Murray chef och Hans Gustafsson disponent för företaget. Under deras ledning utvecklades Vulcan snabbt. 
| År   | Antal antällda | Askar per dag |
| ---- | -------------- | ------------- |
| 1870 | 122            | 19 200        |
| 1880 | 434            | 235 300       |
| 1890 | 866            | 615 300       |
| 1893 | 1 208          | 1 224 288     |
| 1906 | 1 400          | 2 500 000     |

Av de anställda år 1901 var 859 män och 741 kvinnor.
Tändstickstillverkningen ledde till bränder som inträffade nästan dagligen. Första året brann fabriken ner fullständigt men den återuppbyggdes omedelbart. 
Den värsta branden skedde den 18 februari 1875 och har gått till historien som en av de dödligaste bränderna i Sverige med 46 personer omkomna. Branden uppkom när en flicka skulle fylla en ask med tändstickor och friktion uppstod vilket satte eld på asken. Snart stod hela fabrikslokalen i lågor. Bland de som brann inne fanns en kvinna med två små barn och 43 flickor i åldrarna 18-20 år. Att banden kunde sprida sig så snabbt berodde bland annat på att lösa stickor låg framme och att man arbetade i träbyggnader. Den enda utvägen från lokalen hade dessutom dörrar som öppnades inåt, vilket gjorde att den blockerades av panikslagna människor som tryckte på bakifrån. Eftersom det var svårt att identifiera de brända kropparna begravdes de i en gemensam grav på Tidaholms kyrkogård. Vid begravningen närvarade omkring 5 000 personer.
Vissa kvalitetsproblem med tändsatserna övervanns då kemisten Charles G. Grimes anställdes 1879. Under hans ledning blev tändstickorna närmast felfria. Till en början gick den mesta produktionen på export, men mot 1880-talets slut började man även nå volymer på den inhemska marknaden. Man sålde tändstickor i hela världen. Då den japanska konkurrensen trängde undan Vulcan, fann Murray nya marknader. Vulcans mera flexibla inställning till kunderna gjorde att man passerade Jönköpings tändsticksfabrik i omsättning. Perioden 1894-1903 kallade Murray för "den stora skördetiden med de kolossala utdelningarne" och aktieutdelningen steg från 45 till 100 procent.

## Störst i världen
Omkring 1900 var Vulcan världens största tändsticksfabrikant. År1902 insjuknade Murray och var borta från företaget. Under hans frånvaro inleddes förhandlingar om att slå samman Jönköpings tändsticksfabrik, Uddevalla Tändsticksfabrik, Annebergs tändsticksfabrik och Västerviks tändsticksfabrik med Vulcan. År 1903 slogs fabrikerna samman till Jönköpings och Vulcans Tändsticksfabriks AB. Murray avgick samma år och Hans Gustafsson avled två år senare av matförgiftning.

## In i trusten och sedan kris
År 1917 förenades de återstående självständiga tändsticksfabrikerna i Sverige, AB Förenade Svenska Tändsticksfabriker, med Jönköping-Vulcan i en ny trust, Svenska Tändsticksaktiebolaget STAB. Initiativet togs av Ivar Kreuger som utökade sin koncern så att den till sist i slutet av 1920-talet kontrollerade 72 procent av världens tändsticksproduktion. Efter Kreugerkraschen 1932 tvingades  dock Vulcan halvera driften och fram till 1940 försvann också hälften av arbetstillfällena. Krisen drabbade Tidaholm svårt och staden delade ut mat gratis till arbetslösa, som fick dra sig fram som daglönare eller nödhjälpsarbetare.

## Krigsproduktion
Det nedlagda bruket köptes av staden, som hyrde ut lokalerna till Bofors och på såväl bruket som Vulcan tillverkades ammunition.

## Vulcan idag
Idag är Swedish Match anläggning i Tidaholm världens modernaste tändsticksfabrik. Koncernen har 150 årsanställda inom tändsticksproduktionen, varav 30 i Vetlanda och 120 i Tidaholm.